# They Come In Peace
They Come In Peace ist ein Pornofilm des Regisseurs Francois Clousot aus dem Jahr 2019, der vom Unternehmen Digital Playground Direct-to-Video produziert wurde.

## Handlung
Als ein riesiges Alien-Raumschiff in der Wüste landet, macht sich eine Gruppe einer geheimen Regierungseinheit auf den Weg, um die Motive der Fremden zu klären. Der führende Wissenschaftler Dr. Wells hat mit Hilfe der weltbesten Mathematikerin Gina einen fremdsprachigen Funkspruch übersetzt, demzufolge die Menschen auf das Raumschiff eingeladen werden. Für den Fall, dass ein Besuch doch nicht friedlich ablaufen wird, sorgt General Huxley gemeinsam mit dem mysteriösen Mr. Cooper dafür, dass jegliches Risiko bei Kontakt mit den Aliens minimiert wird. Schon bald werden alle erleben, dass nichts ist, wie es auf den ersten Blick scheint.

## Szenen
- Scene 1. Darcie Dolce, Madison Ivy
- Scene 2. Tia Cyrus, Tommy Gunn
- Scene 3. Jessa Rhodes, Madison Ivy, Ryan Driller
- Scene 4. Jessa Rhodes, Ricky Johnson

## Besprechungen
Tod Hunter von Adult Video News bewertete den Film mit dreieinhalb von fünf möglichen Punkten beschrieb diesen als „stumpfen Sci-Fi-B-Movie mit soliden Sexszenen.“ Die Szene, in der General Tommy Gunn und Ricky Johnson ins Raumschiff der Aliens gelangen, erinnere an Filme wie Lifeforce, District 9 und 2001. Tommy Alomar bezeichnet den Film als einer der besseren Veröffentlichungen des Jahres 2019 in der Branche, was er vor allen den Leistungen von Tia Cyrus und Jessa Rhodes zuschreibt.

## Auszeichnungen und Nominierungen
Bei den XBIZ Awards 2020 wurde der Film in drei Kategorien nominiert: Für die beste Sexszene in einem Feature-Film, die besten Spezialeffekte und in der Kategorie der besten Nebendarstellerin für Ricky Johnson.
Bei den 37. AVN Awards erhielt der Film zwei Nominierungen: Für das beste Make-Up und den besten Spezialeffekten.